# Киркилас, Гедиминас
Гедими́нас Ки́ркилас (лит. Gediminas Kirkilas; 30 августа 1951[…], Вильнюс — 20 апреля 2024, Вильнюс) — литовский политик. Премьер-министр Литвы (18 июля 2006 — 28 ноября 2008).

## Биография
Старший сын в многодетной семье (два брата и четыре сестры) инженера связи и учительницы. Окончил среднюю школу № 23 в Вильнюсе (1958—1969). Служил на Северном флоте (1969—1972).
Работал реставратором интерьеров в Тресте реставрации памятников (1972—1978). Работы по золочению, лепке, консервированию выполнял в вильнюсских костёлах Всех Святых, Святых Иоаннов, Святого Казимира, Бонифратров, ансамбле Вильнюсского университета, Веркяйском дворце, также в каунасской церкви Святого Михаила Архангела, Пажайсляйском монастыре и на других объектах.
Одновременно с 1974 году учился на заочном отделении Вильнюсского педагогического института (ныне Академия просвещения университета Витовта Великого). В 1978—1982 годах обучался в Вильнюсской Высшей партийной школе.
После провозглашения восстановления независимости Литвы опубликовал в литовской и зарубежной печати свыше 900 статей на темы политики и общественной жизни. Издал книгу политической публицистики и интервью „Politinės pastabos laikui: Straipsniai, apmąstymai, interviu, įspūdžiai“ (Vilnius: Lietuvos informacijos institutas, 1995).
Курил трубку. Играл в теннис, ездил на велосипеде. С 2000 года председатель Литовской федерации шашек. Владел английским и русским языками.
Был женат; вдова Людмила Киркилене — руководитель секретариата акционерного общества „Lietuvos geležinkeliai“ («Литовские железные дороги»). Сын Роландас работает, дочь Диана закончила Вильнюсском университете в 2006 году, работает в банке.
Умер утром 20 апреля 2024 года в возрасте 72 лет.

## Политическая деятельность
В 1982—1985 годах инструктор Ленинского райкома Коммунистической партии Литвы, в 1986—1990 — инструктор отдела культуры ЦК КПЛ. В бытность Альгирдаса Бразаускаса первым секретарём ЦК КПЛ состоял его помощником по связям с печатью (1988—1990). В 1990—1992 годах был помощником его же как депутата Верховного Совета Литвы.
В сентябре — декабре 1990 года секретарь ЦК КПЛ, объявившей об отделении от КПСС. В декабре 1990 на учредительном съезде Демократической партии труда Литвы (ДПТЛ, Lietuvos demokratinė darbo partija) избран заместителем председателя. В 1991—1996 годах первый заместитель председателя ДПТЛ, в 1993 году временно исполняющий обязанности председателя. Одновременно значился редактором еженедельной газеты на русском языке «Голос Литвы» (1991—1995). В 1996—2001 годах член президиума ДПТЛ.
После объединения Демократической партии труда Литвы и Социал-демократической партии Литвы (СДПЛ) с января 2001 года заместитель председателя Социал-демократической партии Литвы (Lietuvos socialdemokratų partija).
Избирался членом Сейма Литовской Республики (1992—1996, 1996—2000, 2000—2004, 2004—2008, 2008—2012, 2012—2016). В Сейме был членом, заместителм председателя, председателем таких комитетов, как комитет национальной безопасности, комитет иностранных дел, комитета по делам Европы, комитет национальной безопасности и обороны. Один из главных разработчиков концепции национальной безопасности Литвы.
4 июля 2006 года Сейм Литовской Республики по представлению президента Валдаса Адамкуса утвердил Гедиминаса Киркиласа в должности премьер-министра страны социал-демократа. После утверждения на заседании Сейма программы правительства и принесения присяги 18 июля Гедиминас Киркилас вступил в должность премьер-министра. После выборов X Сейма (голосования 12 октября и повторное 26 октября 2008 года) и формирования нового правительства полномочия передал Андрюсу Кубилюсу.
В 2018 году основал Социал-демократическую трудовую партию Литвы.

## Награды
- Командор ордена Креста Витиса (30 марта 2004 года)[7]
- Офицер ордена Витаутаса Великого (3 февраля 2003 года)[8]
- Орден Креста земли Марии 2 класса (30 сентября 2004 года, Эстония)[9]
- Большой крест ордена Заслуг (23 августа 2003 года, Португалия)[10]
- Медаль Балтийской ассамблеи (5 декабря 2008 года)[11]